# Qué quieres de mí
Qué quieres de mí è un singolo del cantante portoricano Luis Fonsi, pubblicato l'8 settembre 2014 come  terzo estratto dal nono album in studio 8. 